# Juliane Döll
Juliane Döll, född 8 juli 1986 i Schmalkalden i dåvarande Östtyskland, är en tysk före detta skidskytt. Hon vann bland annat IBU-cupen 2007/2008.
Döll tävlade för skidskyttelaget från Oberhof i Thüringen. Hon vann sin första internationella medalj vid Juniorvärldsmästerskapen i skidskytte 2007 i Martell (Italien). Fram till 2012 hade hon flera pallplaceringar under olika Europamästerskapen. Döll har även en bronsmedalj från ett världsmästerskap i så kallad "sommarskidskytte" från 2009. Tävlingen var uppdelad i terränglöpning och sportskytte. Under Europamästerskapen 2011 vann Döll alla tre individuella grenar.
2013 slutade Döll skidskyttekarriären för att studera rättsvetenskap.